# Going am Wilden Kaiser
Going am Wilden Kaiser  är en ort och kommun i distriktet Kitzbühel i förbundslandet Tyrolen i Österrike. 
Kommunen består av fyra orter (Ortschaften) (inom parentes invånarantal 1 januari 2024):
- Going am Wilden Kaiser (751)
- Prama (351)
- Schattseite (333)
- Sonnseite (537)